# قارچ گوش‌ابری
قارچ گوش‌ابری (نام علمی: Auricularia polytricha) نام یک گونه از رده کلاه‌قارچان است.